# Arctia aclea
Arctia aclea là một loài bướm đêm thuộc phân họ Arctiinae, họ Erebidae.